# 모린 프래니건

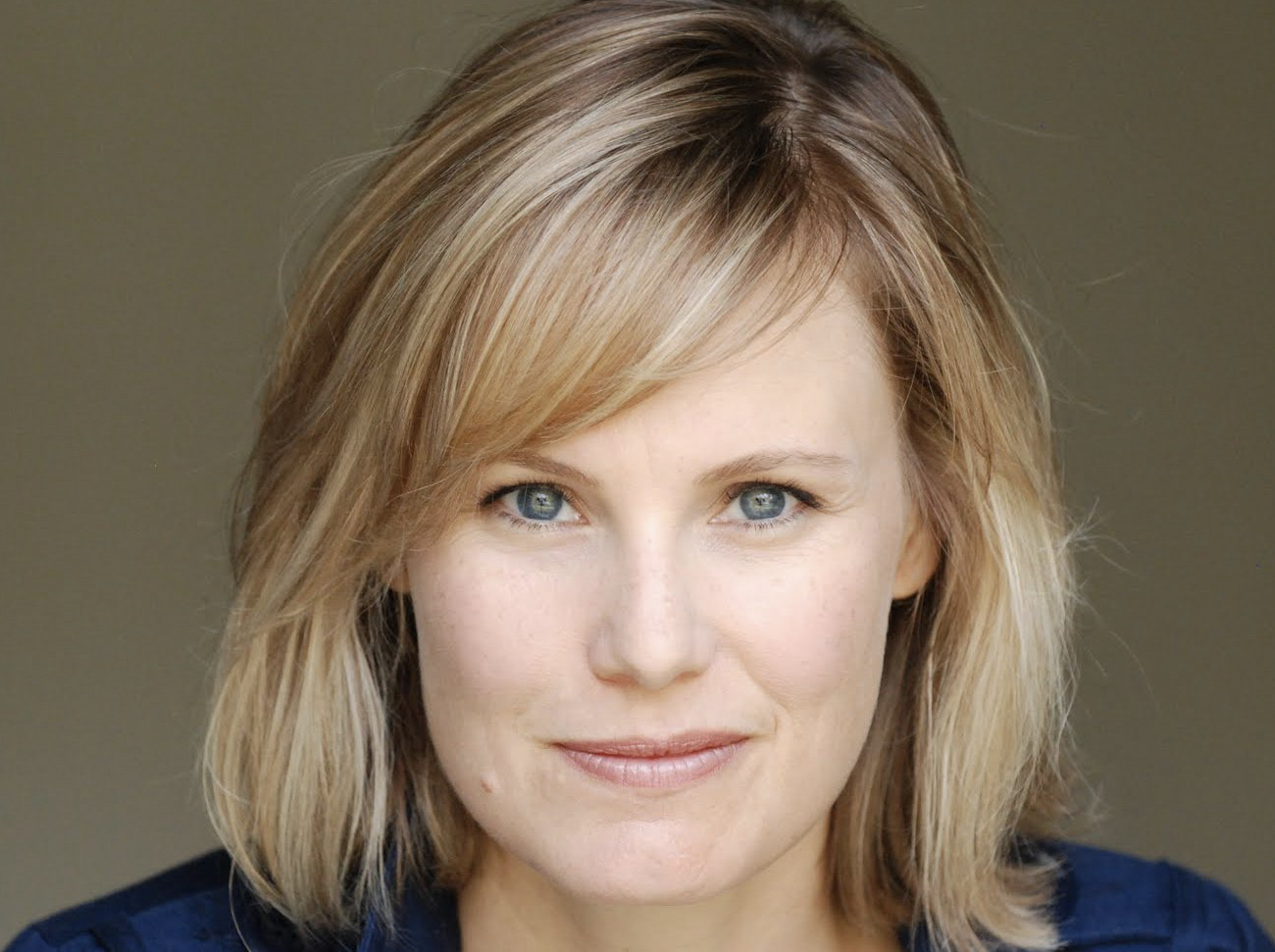

모린 프래니건(Maureen Flannigan, 1973년 12월 30일 ~ )은 미국의 배우이다.
잉글우드에서 태어났다.

## 출연 작품
- 25 힐 (2011년)
- 두 낫 디스터브 (2010년)
- 멕시코인이 사라진 날 (2004년)
- 엣 애니 코스트 (2000년) - 첼시 역
- 굿바이 아메리카 (1997년)
- 제7의 천국 (1996년)
- 라스트 리소트 (1994년)
- 아웃 오브 디스 월드 (1987년) - 에비 역

### 텔레비전
- 90210 (2009)